# Actinote travassosi
Actinote travassosi is een vlinder uit de familie van de Nymphalidae. De wetenschappelijke naam van de soort is voor het eerst geldig gepubliceerd in 1934 door Romualdo Ferreira d'Almeida.